# Maria Magdalena Cladera Carriquiry
Maria Magdalena Cladera Carriquiry (Montevideo, 1947) és una empresària uruguaiana d'origen mallorquí. És propietària del Complex Agrícola Ramader Lleter Balear 1º, fundat el 1916 pel seu avi, Gabriel Cladera Sabater, originari de Maria de la Salut (Mallorca), que arribà a tenir una cadena de lleteries.
Balear 1º és un establiment lleter que produeix més d'un milió de litres de llet anuals, capdavanter a la regió del Mercosur. És una de les primeres empreses que incorporà tecnologia per automatitzar la munyida, el refredament a granel de la producció, la inseminació artificial, la sembra directa, i la incorporació d'altes normes de qualitat i per al tractament del medi ambient. Durant molts anys va ser accionista cooperativista de Conaprole (Cooperativa Nacional de Productors de Llet), l'empresa lletera més important de l'Uruguai, que exporta a diversos països del món i processa més de 700 milions de litres de llet anuals. Des de 1977 és membre de la Cooperativa Grupo Cardal. El 2007 va rebre el Premi Ramon Llull.